# Dovre (localitate)
Dovre este o localitate situată în partea de sud-est a Norvegiei, în provincia Innlandet. Este reședința în comunei Dovre  și are o suprafață de  km² și o populație de  locuitori (2013).Până în anul 2020 a aparținut regiunii Oppland. Biserica din localitate datează din anul 1740. Stație de cale ferată pe Linia Dovre.